# 奈巴扎尔
奈巴扎尔（Nai Bazar），是印度北方邦Sant Ravidas Nagar县的一个城镇。总人口11887（2001年）。

## 人口
该地2001年总人口11887人，其中男性6468人，女性5419人；0—6岁人口2304人，其中男1189人，女1115人；识字率52.57%，其中男性为62.57%，女性为40.63%。